# Songs for Alexis
Songs for Alexis er en film instrueret af Elvira Lind.

## Handling
Songs for Alexis er en tidløs kærlighedshistorie om to amerikanske teenageres kamp for at få hinanden og finde deres identitet i en voksen verden. Den 18-årige Ryan er en talentfuld musiker, der for fire år siden sprang ud som transkønnet og begyndte sin snørklede transformation fra pige til dreng. Ryan har forelsket sig vildt i den smukke, gådefulde 16-årige Alexis. Hendes forældres holdning til deres forhold tvinger Alexis til at vælge mellem sin familie og en usikker fremtid med manden, hun elsker.